# 德拉吉尼昂
德拉吉尼昂（法語：Draguignan，法語發音：[dʁaɡiɲɑ̃]），法国东南部城市，普罗旺斯-阿尔卑斯-蓝色海岸大区瓦尔省的一个市镇，同时也是该省的一个副省会，下辖德拉吉尼昂区，其市镇面积为53.7平方公里，2022年1月1日时人口数量为40,789人，在法国城市中排名第191位。
德拉吉尼昂位于瓦尔省中部，阿尔卑斯山区南部的一处谷地之中。德拉吉尼昂曾在1800至1974年间为瓦尔省的省会，近代因当地的炮兵学校而闻名，现代则是一个区域性的中心城市。

## 地名来源

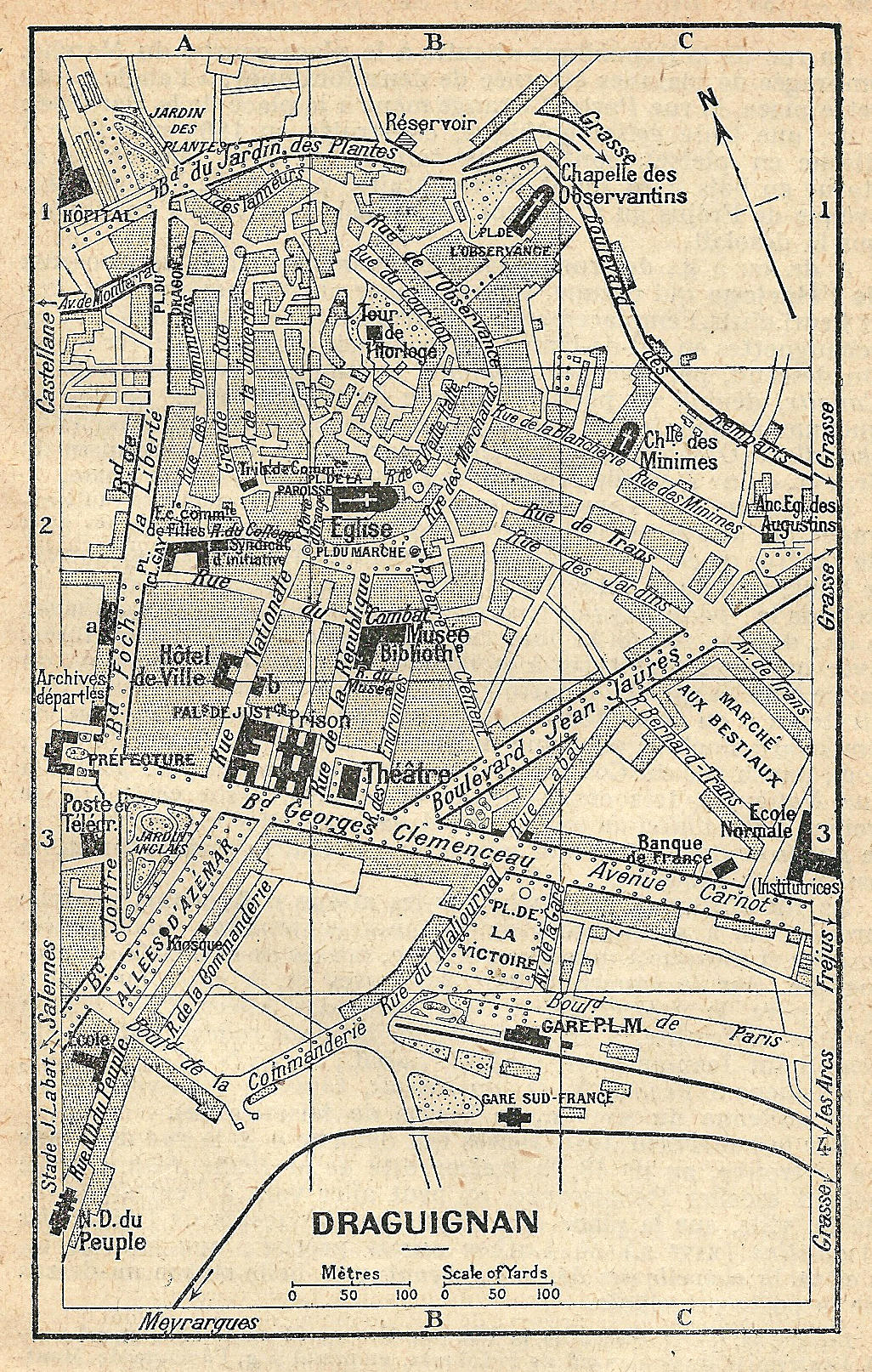
1921年的德拉吉尼昂地图

“德拉吉尼昂”一名最初以的形式被记载，其来源尚存在争议，法国语言学家阿尔贝·多扎认为其来源于拉丁语，为某种龍形傳說生物，可能与当地的仙女岩巨石阵有关。

## 历史
公元前1世纪，德拉吉尼昂所处的马尔蒙山地区被罗马人的一支——苏埃尔特里人（Suelteri）征服，后者长期滞留于此，逐渐形成了自己的地方信仰，并创建了仙女岩巨石阵作为图腾。中世纪时，一条连接布里尼奥勒和格拉斯的道路由此通过，德拉吉尼昂由此成为这一地区的商贸集镇。中世纪中后期，德拉吉尼昂成为重要的文化中心，当地有三处教会，居民数量超过三千。法国大革命后，德拉吉尼昂成为瓦尔省的一个市镇和省会。工业革命期间，德拉吉尼昂因相对隐蔽的地理位置而被开辟为重要的军事基地，其附近区域则出现了葡萄酒种植园，但因根瘤蚜而未能形成规模。第二次世界大战期间，德拉吉尼昂被维希法国控制，1943年被纳粹德军占领，1944年在龙骑兵行动中被解放，并成为解放阿尔卑斯山腹地的重要突破口。二战后，瓦尔省政府决定将办公驻地迁往港口城市土伦，此举引发当地居民的不满，并爆发了多场抗议游行。省政府最终于1974年迁至土伦。1997年，德拉吉尼昂附近的韦尔东地区被划为区域自然保护区，并于2019年升级为国家级森林公园。

## 地理

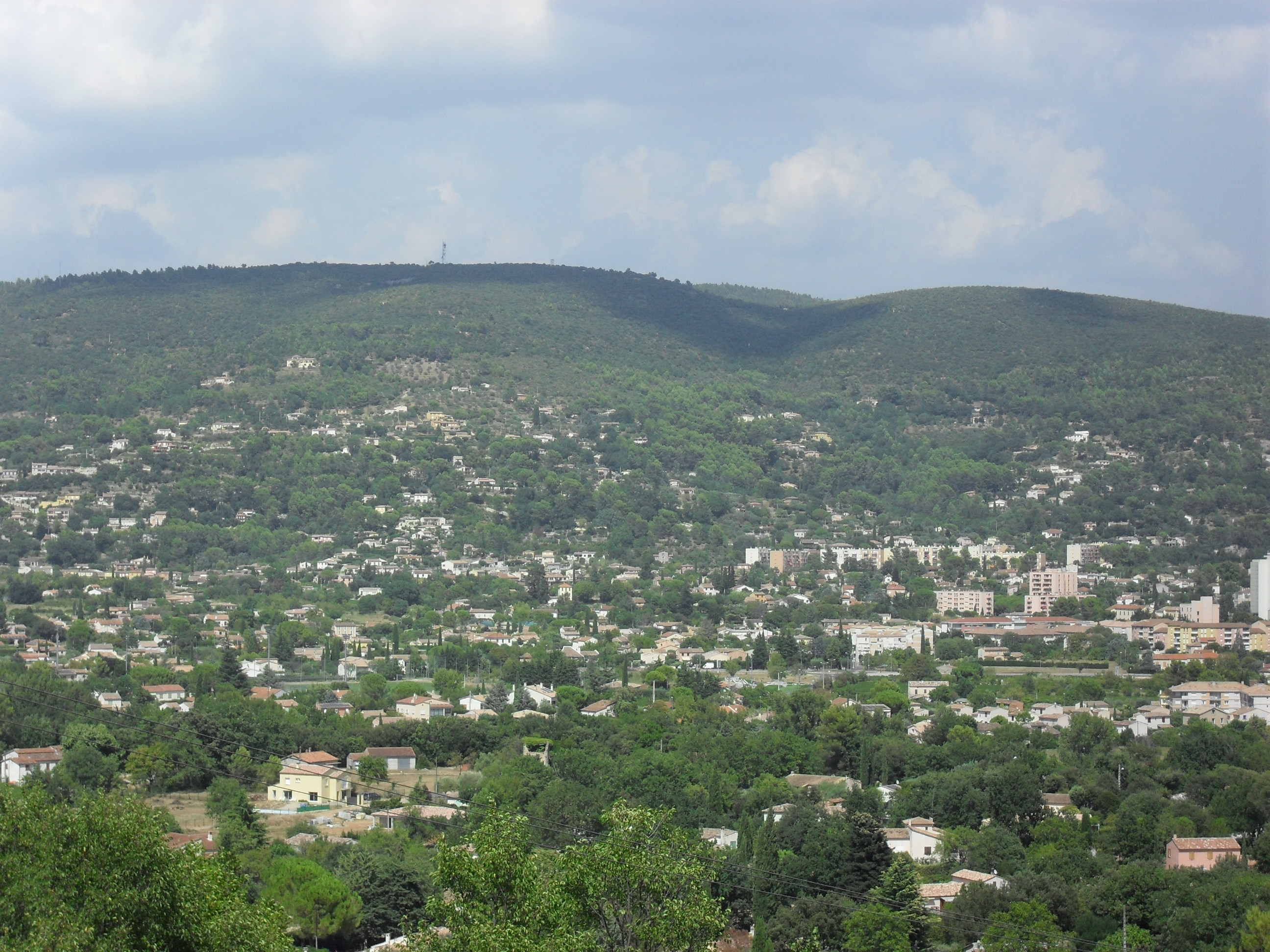
德拉吉尼昂附近的山区

德拉吉尼昂位于法国东南部，普罗旺斯-阿尔卑斯-蓝色海岸大区南部和瓦尔省中部，距离省会土伦大约86公里。与德拉吉尼昂接壤的市镇包括：菲加尼耶尔、昂皮斯、莱萨尔克、沙托杜布勒、弗拉约斯克、洛尔格、拉莫特、塔拉多、普罗旺斯地区特朗斯。

### 地形
德拉吉尼昂位于莫尔山脉和埃斯泰雷勒山脉交汇处，是阿尔卑斯山的组成部分。德拉吉尼昂境内以山地为主，市中心位于一处山间谷地上，地势相对平坦，全境海拔在153到603米之间。

### 水文
纳尔迪比河自西北向东南流经市区南部，该河是阿尔让河的支流，后者独立入海。
因地形原因，德拉吉尼昂常见短时间的大规模降水，易引发洪涝灾害，其中2010年6月的洪水使得德拉吉尼昂地区25人遇难，并造成多处房屋被摧毁。

### 植被
德拉吉尼昂属于亚热带和温带混合落叶林区，林地广泛分布于市区四周的山坡上。

### 气候
德拉吉尼昂在柯本气候分类法中属于地中海气候，因地形封闭，加之海拔相对较高，当地又有一定的山地特征。
德拉吉尼昂境内设有气象站，以下为该气象站的数据（其中日照数据取自尼斯）：
| 德拉吉尼昂1981年－2019年 | 德拉吉尼昂1981年－2019年 | 德拉吉尼昂1981年－2019年 | 德拉吉尼昂1981年－2019年 | 德拉吉尼昂1981年－2019年 | 德拉吉尼昂1981年－2019年 | 德拉吉尼昂1981年－2019年 | 德拉吉尼昂1981年－2019年 | 德拉吉尼昂1981年－2019年 | 德拉吉尼昂1981年－2019年 | 德拉吉尼昂1981年－2019年 | 德拉吉尼昂1981年－2019年 | 德拉吉尼昂1981年－2019年 | 德拉吉尼昂1981年－2019年 |
| 月份                     | 1月                      | 2月                      | 3月                      | 4月                      | 5月                      | 6月                      | 7月                      | 8月                      | 9月                      | 10月                     | 11月                     | 12月                     | 全年                     |
| ------------------------ | ------------------------ | ------------------------ | ------------------------ | ------------------------ | ------------------------ | ------------------------ | ------------------------ | ------------------------ | ------------------------ | ------------------------ | ------------------------ | ------------------------ | ------------------------ |
| 历史最高温 °C（°F）      | 22.7 (72.9)              | 23.4 (74.1)              | 27.1 (80.8)              | 29.5 (85.1)              | 35 (95)                  | 39.2 (102.6)             | 39.9 (103.8)             | 40 (104)                 | 34.9 (94.8)              | 30.8 (87.4)              | 25.1 (77.2)              | 22.6 (72.7)              | 40 (104)                 |
| 平均高温 °C（°F）        | 12.4 (54.3)              | 14.2 (57.6)              | 17.2 (63.0)              | 19.7 (67.5)              | 24.5 (76.1)              | 28.9 (84.0)              | 31.6 (88.9)              | 31.6 (88.9)              | 26.7 (80.1)              | 21.6 (70.9)              | 16 (61)                  | 12.4 (54.3)              | 21.4 (70.5)              |
| 日均气温 °C（°F）        | 7 (45)                   | 8.1 (46.6)               | 10.8 (51.4)              | 13.5 (56.3)              | 18 (64)                  | 22 (72)                  | 24.4 (75.9)              | 24.4 (75.9)              | 20.1 (68.2)              | 16 (61)                  | 10.8 (51.4)              | 7.4 (45.3)               | 15.2 (59.4)              |
| 平均低温 °C（°F）        | 1.6 (34.9)               | 2 (36)                   | 4.5 (40.1)               | 7.2 (45.0)               | 11.5 (52.7)              | 15 (59)                  | 17.1 (62.8)              | 17.1 (62.8)              | 13.5 (56.3)              | 10.4 (50.7)              | 5.5 (41.9)               | 2.4 (36.3)               | 9 (48)                   |
| 历史最低温 °C（°F）      | −7.8 (18.0)              | −8 (18)                  | −6.8 (19.8)              | −0.2 (31.6)              | 4.2 (39.6)               | 5.8 (42.4)               | 10.1 (50.2)              | 10.1 (50.2)              | 5.8 (42.4)               | −3.1 (26.4)              | −6.2 (20.8)              | −8.8 (16.2)              | −8.8 (16.2)              |
| 平均降水量 mm（）        | 71.5 (2.81)              | 40.6 (1.60)              | 44.2 (1.74)              | 80.2 (3.16)              | 69.4 (2.73)              | 63.5 (2.50)              | 18.3 (0.72)              | 44.1 (1.74)              | 89.5 (3.52)              | 109.1 (4.30)             | 128.5 (5.06)             | 97.5 (3.84)              | 856.4 (33.72)            |
| 月均日照時數             | 157.7                    | 171.2                    | 217.5                    | 224                      | 267.1                    | 306.1                    | 347.5                    | 315.8                    | 242                      | 187                      | 149.3                    | 139.3                    | 2,724.5                  |
| 来源：infoclimat.fr      |                          |                          |                          |                          |                          |                          |                          |                          |                          |                          |                          |                          |                          |

## 行政区划
德拉吉尼昂是法国普罗旺斯-阿尔卑斯-蓝色海岸大区瓦尔省的一个市镇，编号为83050，它也是瓦尔省的一个副省会。德拉吉尼昂下辖德拉吉尼昂区，隶属于瓦尔省第八选区，管理德拉吉尼昂县，同时也是德拉吉尼昂城市圈公共社区的办公驻地。
德拉吉尼昂市镇被划为8个街区，并实行街区自治制度。
法国国家统计与经济研究所（简称）在进行数据统计时，将德拉吉尼昂及相邻的另外6个市镇设为德拉吉尼昂城市核心区，并将包括核心区在内的周边共10个市镇划为德拉吉尼昂城市区。同时，还将德拉吉尼昂市镇分为了12个“块区”（IRIS），以便于统计人口分布情况。

## 交通

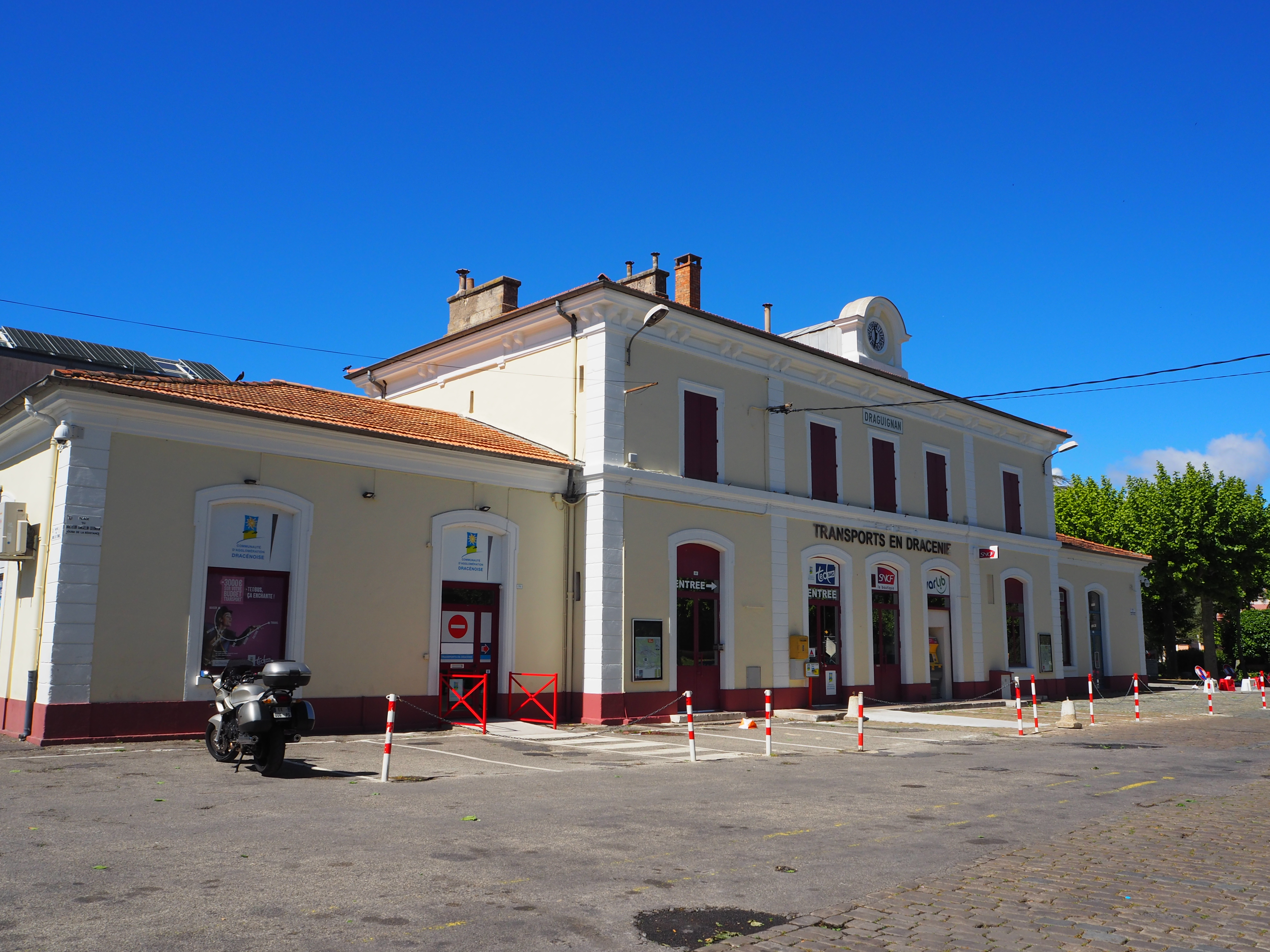
德拉吉尼昂火车站旧址

### 公路
多条瓦尔省省道在德拉吉尼昂境内交汇，普罗旺斯-阿尔卑斯-蓝色海岸大区下属的城际客运提供巴士线路，可前往周边部分市镇。
2017年，70.9%的德拉吉尼昂家庭拥有至少一辆的私人汽车。2018年，德拉吉尼昂境内共发生各类交通事故26起，造成1人遇难，32人受伤。

### 铁路
德拉吉尼昂位于莱萨尔克－德拉吉尼昂铁路上，另有瓦尔省中央铁路经过此地，两条铁路已分别于1981年和1950年停运服务，原有的火车站已另作他用。
距离德拉吉尼昂最近的客运铁路车站为莱萨克-德拉吉尼昂站，该站位于马赛－文蒂米利亚铁路线上，停靠前往巴黎、里昂、第戎等地的高速列车以及前往马赛、尼斯、土伦等地的区域列车。

### 航空
距离德拉吉尼昂最近的民用航空站为尼斯机场，距离德拉吉尼昂市中心的公路里程约82公里。

### 城市公共交通
德拉吉尼昂城市公共交通（商业名称为）是当地的城市公共交通系统。截至2021年1月，该系统共包括11条公交线路，路网覆盖了德拉吉尼昂市区内的主要街道和居民区。

## 政治

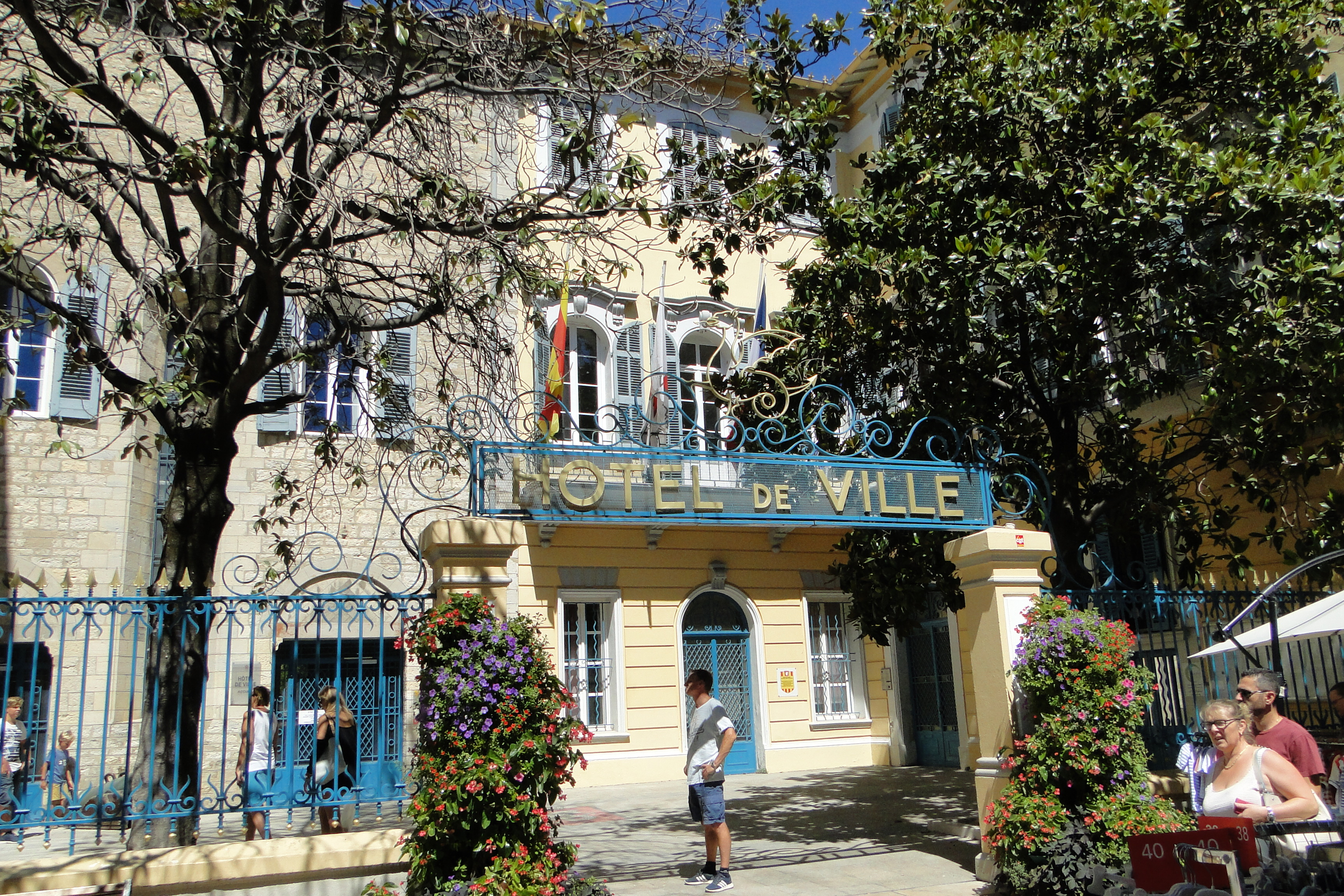
德拉吉尼昂市政厅

德拉吉尼昂的现任市长为里夏尔·斯特朗比奥先生（Richard Strambio），他是一名右翼无党派人士，在2020年的市政选举中获得了53.54%的支持率。
在2017年的法国总统大选中，法国民族阵线主席玛丽娜·勒庞在德拉吉尼昂获得了50.49%的支持率。
| 德拉吉尼昂历届市长 |                    |                                  |
| 任期               | 市长               | 党派                             |
| 1944年－1953年     | 贝尔坦·布斯基耶    | 無黨籍                           |
| 1953年－1959年     | 安托万·法夫罗      | 無黨籍                           |
| 1959年－1974年     | 爱德华·索尔达尼    | SFIO工人国际法国支部 →PS社会党   |
| 1974年－1975年     | 安德烈·盖拉尔      | PS社会党                         |
| 1975年－1984年     | 爱德华·索尔达尼    | PS社会党                         |
| 1984年－1986年     | 让-保罗·克洛斯特尔 | RPR保衛共和聯盟                  |
| 1986年－1995年     | 马克斯·皮塞利      | UDF法国民主联盟                  |
| 1995年－2001年     | 克里斯蒂安·马丁    | PS社会党                         |
| 2001年－2014年     | 马克斯·皮塞利      | UDF法国民主联盟 →UMP人民运动联盟 |
| 2014年－           | 里夏尔·斯特朗比奥  | DVD右翼无党派人士                |

## 人口
2017年，德拉吉尼昂市镇人口数量为39,340，在法国排名第191位。其中男性18,764人，女性20,576人，75岁及以上人口占8.3%，外籍人口数量为8,314人，人口密度为732人/平方公里，当地居民被称为（男性）或（女性）。2018年，德拉吉尼昂境内出生447人，死亡人口366人。
| 年份   | 1936   | 1946   | 1954   | 1962   | 1968   | 1975   | 1982   | 1990   | 1999   | 2006   | 2011   | 2016   | 2018   |
| ------ | ------ | ------ | ------ | ------ | ------ | ------ | ------ | ------ | ------ | ------ | ------ | ------ | ------ |
| 人口數 | 12,130 | 11,801 | 13,402 | 14,522 | 18,376 | 21,448 | 26,667 | 30,183 | 32,829 | 37,088 | 37,501 | 40,053 | 39,106 |

## 经济
德拉吉尼昂是一个区域性的中心城市，当地共有各类用人单位7,000家，平均历史为16年，其中98.68%为中小型企业（PME）。当地21.9%的企业涉及房屋及土地租售领域（Location et exploitation de biens immobiliers propres ou loués）。

## 财政收入
2019年，德拉吉尼昂的财政收入总额为46,165,800欧元，财政支出总额为41,719,200欧元，当年的债务总额为28,616,100欧元。
2015年，德拉吉尼昂的人均月收入总额为2,181欧元，其中高级职员为4,110欧元，中级职员为2,455欧元，普通职员为1,791欧元。
2017年，德拉吉尼昂境内的青壮年（15至64岁）失业率为16.5%，当地48.6%的家庭拥有纳税资格。

## 社会事务

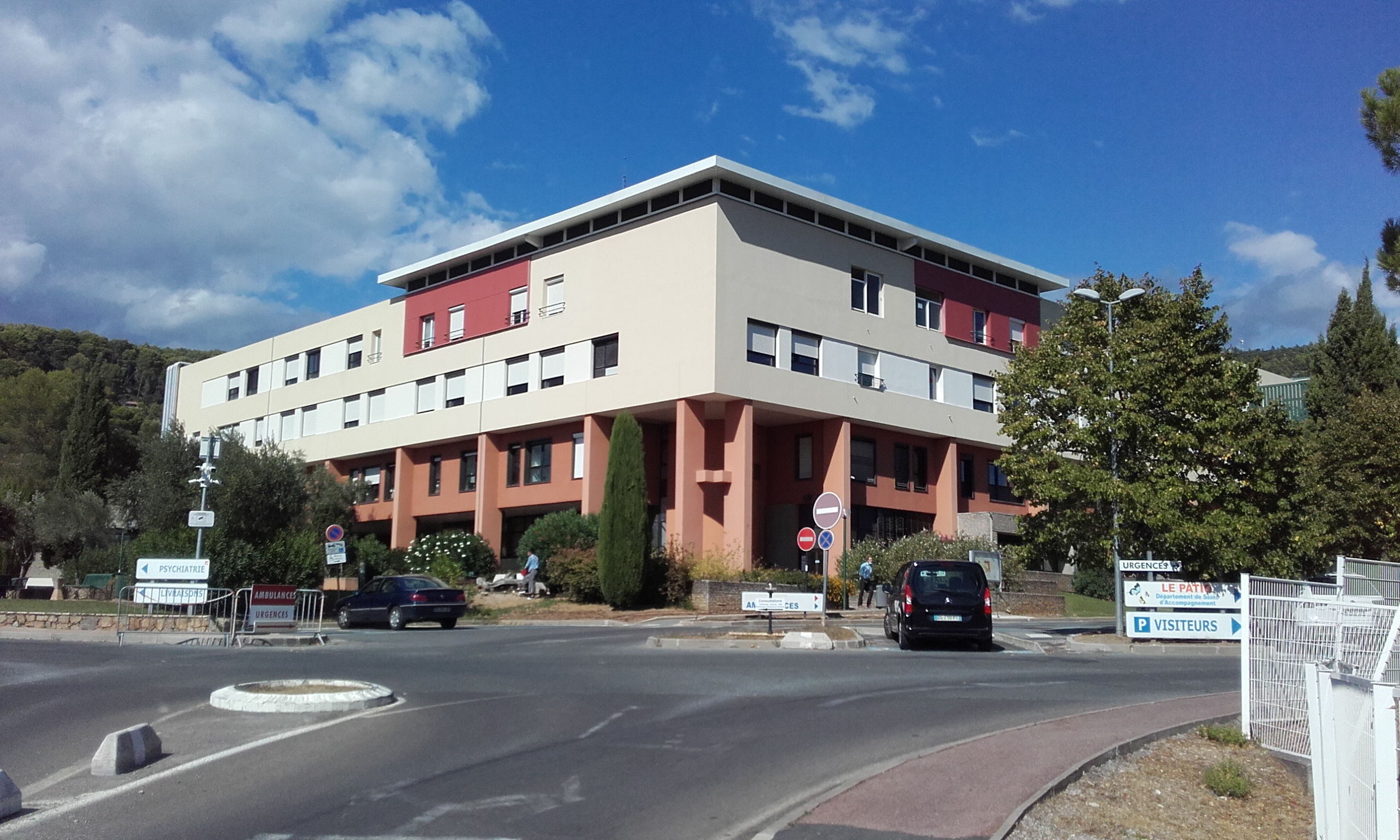
德拉吉尼昂中心医院

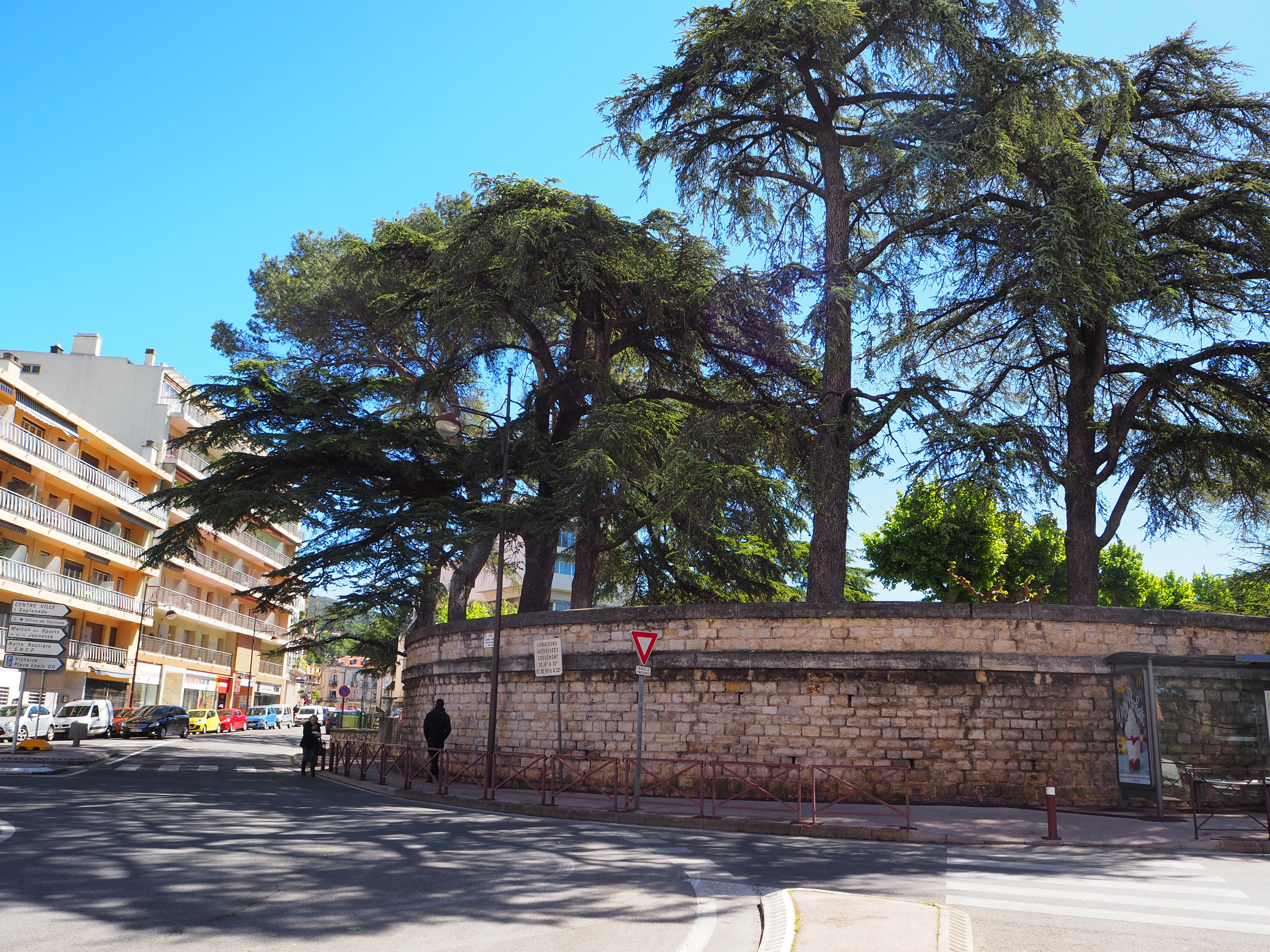
德拉吉尼昂的一处绿地

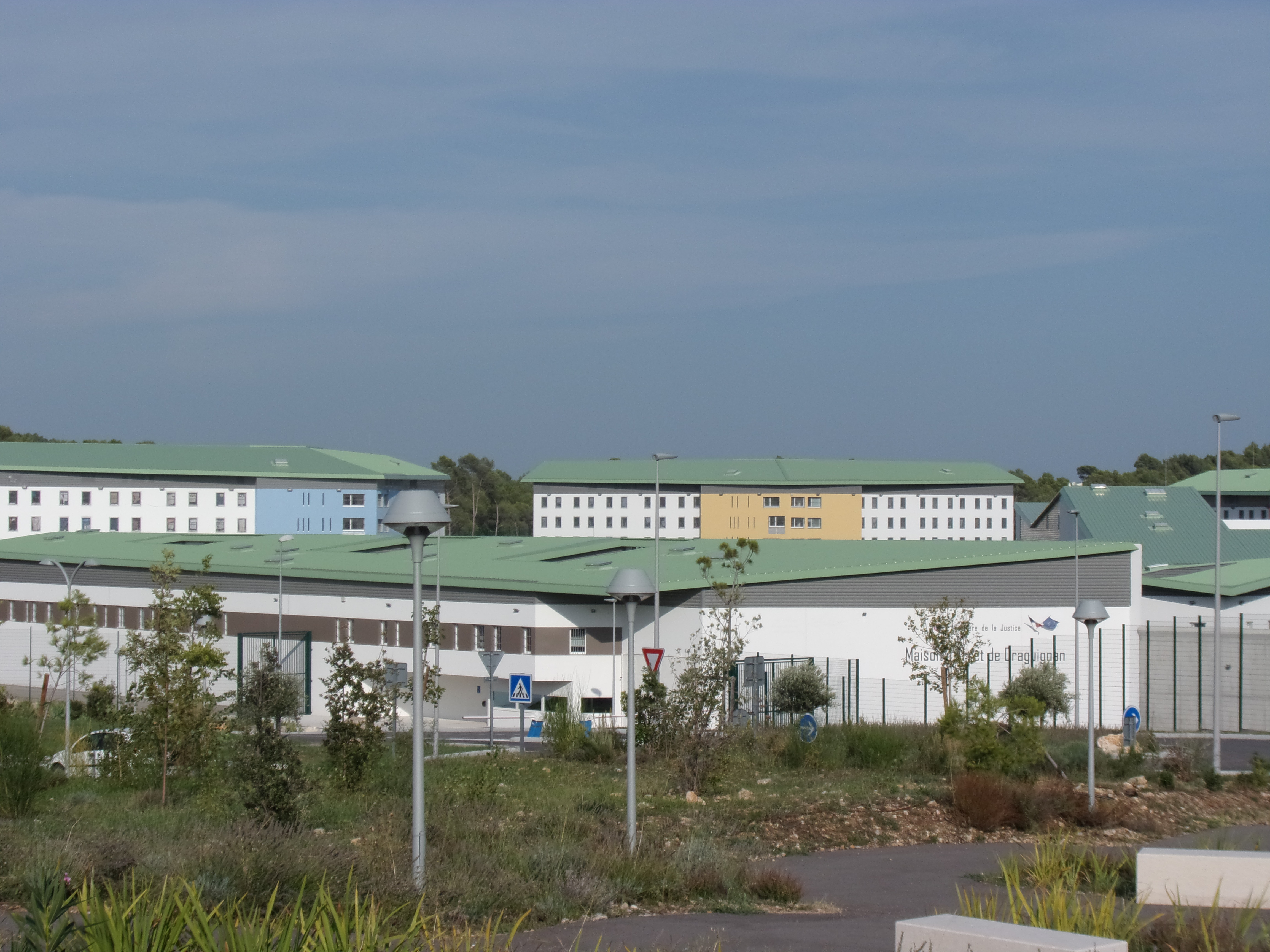
德拉吉尼昂监狱

### 教育
德拉吉尼昂属于尼斯学区。截止2019年1月1日，德拉吉尼昂境内共有11所幼儿园、16所小学、5所初级中学、2所普通高中和1所职业高中。2018至2019学年度，德拉吉尼昂境内共有在校中等教育阶段学生3,851名。
在高等教育方面，土伦大学在德拉吉尼昂设有一处校区，其法律系以及大学技术学院的部分课程在此授课。

### 医疗
截止2019年1月1日，德拉吉尼昂境内共有全科医生46名、保健师51名、牙医34名、护士97名、耳科医生5名、眼科医生6名、皮肤科医生3名、助产士3名、儿科医生6名和妇科医生2名。境内共有药房10家、养老院4家、残疾人帮扶中心4家。
德拉吉尼昂中心医院（Centre Hospitalier de Draguignan）是法国的一个区域性医疗机构，其主病区“德拉吉尼昂人中心医院”（Centre Hospitalier de la Dracénie）位于德拉吉尼昂市区，设有床位316个，是当地规模最大的公立综合性医院。

### 住房
2017年，德拉吉尼昂境内共有各类住房20,795套，其中39.7%为独立式居民区，59.7%为集中式居民区。常住房屋占德拉吉尼昂市镇范围内居民建筑总量的84.7%。

### 商业
2019年，德拉吉尼昂境内共有各类实体商铺1,411家，其中餐厅166家、大型超市12家、杂货店12家、面包房23家、肉铺15家、书店14家、装饰品店3家、银行门店29家、美容美发店89家、汽车维修店74家。市区西南部建有大型开放式商业街区。

### 体育
2019年，德拉吉尼昂境内共有3家游泳池、7间体育馆、3座综合体育场、26处网球场、3处马术场、7处足球或橄榄球场以及7处篮球或排球场。
德拉吉尼昂体育俱乐部是当地的一支足球队，成立于1941年，2020至2021赛季参加瓦尔省足球联赛。除此之外，德拉吉尼昂境内还有7家注册足球俱乐部。

### 环境
德拉吉尼昂的环境事务由其所属的公共社区负责。2019年，德拉吉尼昂境内共有1家污染企业。

### 治安
2019年，德拉吉尼昂市镇范围内共有1处派出所和1处宪兵队。
2014年，德拉吉尼昂及附近地区共发生各类案件2,358起，其中盗窃类案件1,544起，经济类案件212起，毒品交易类案件81起。
德拉吉尼昂境内有一处大型监狱（Centre pénitentaire）。

## 文化
2019年，德拉吉尼昂境内共有1家剧场、1家电影院和4家博物馆。德拉吉尼昂市政府提供多媒体中心，向公众全年开放。

### 建筑
德拉吉尼昂境内有多处法国国家文物保护单位，炮兵博物馆则是当地的代表性建筑物。

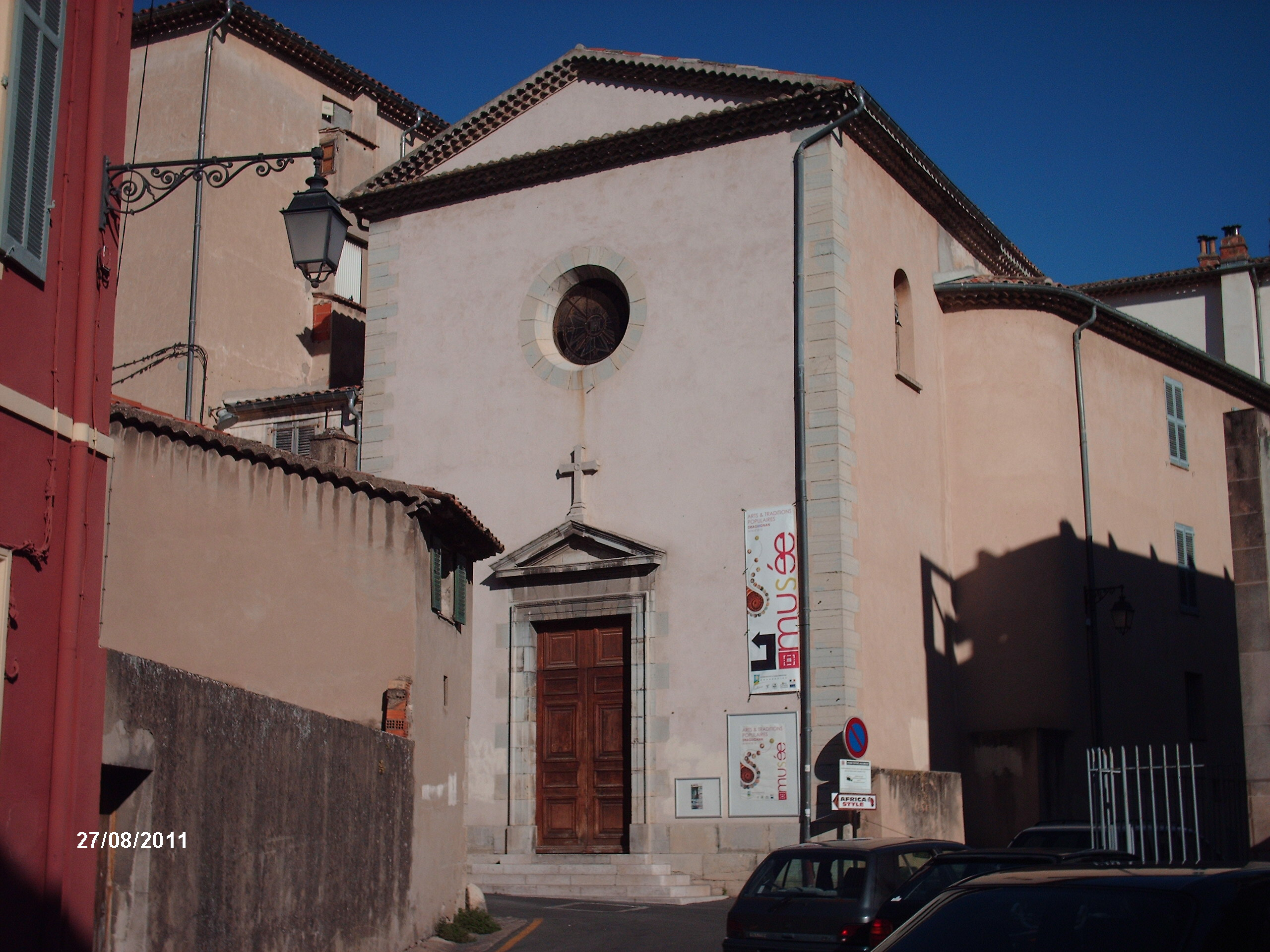
中世纪普罗旺斯博物馆
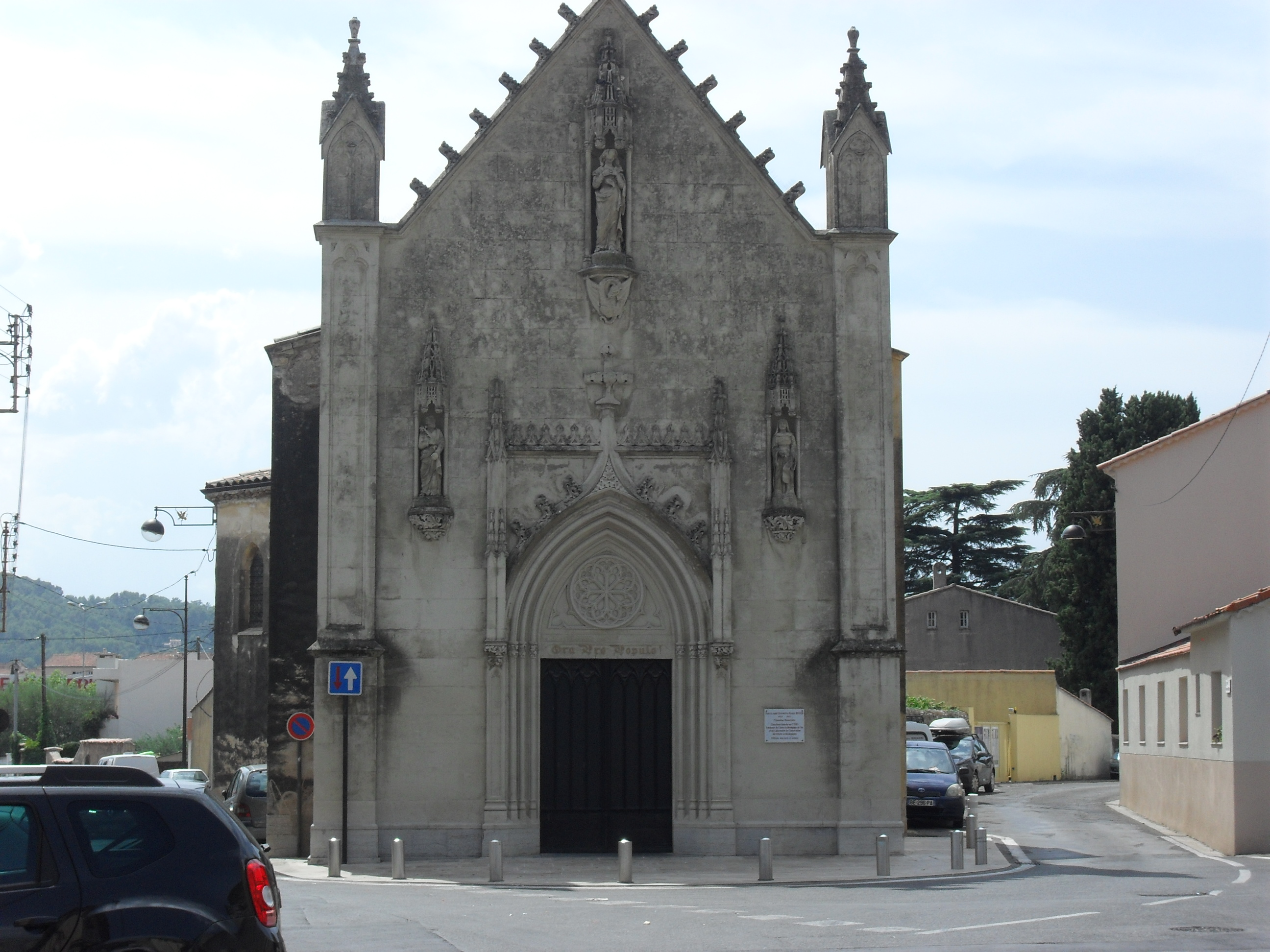
人民圣母小教堂（法语：Chapelle Notre-Dame-du-Peuple de Draguignan）
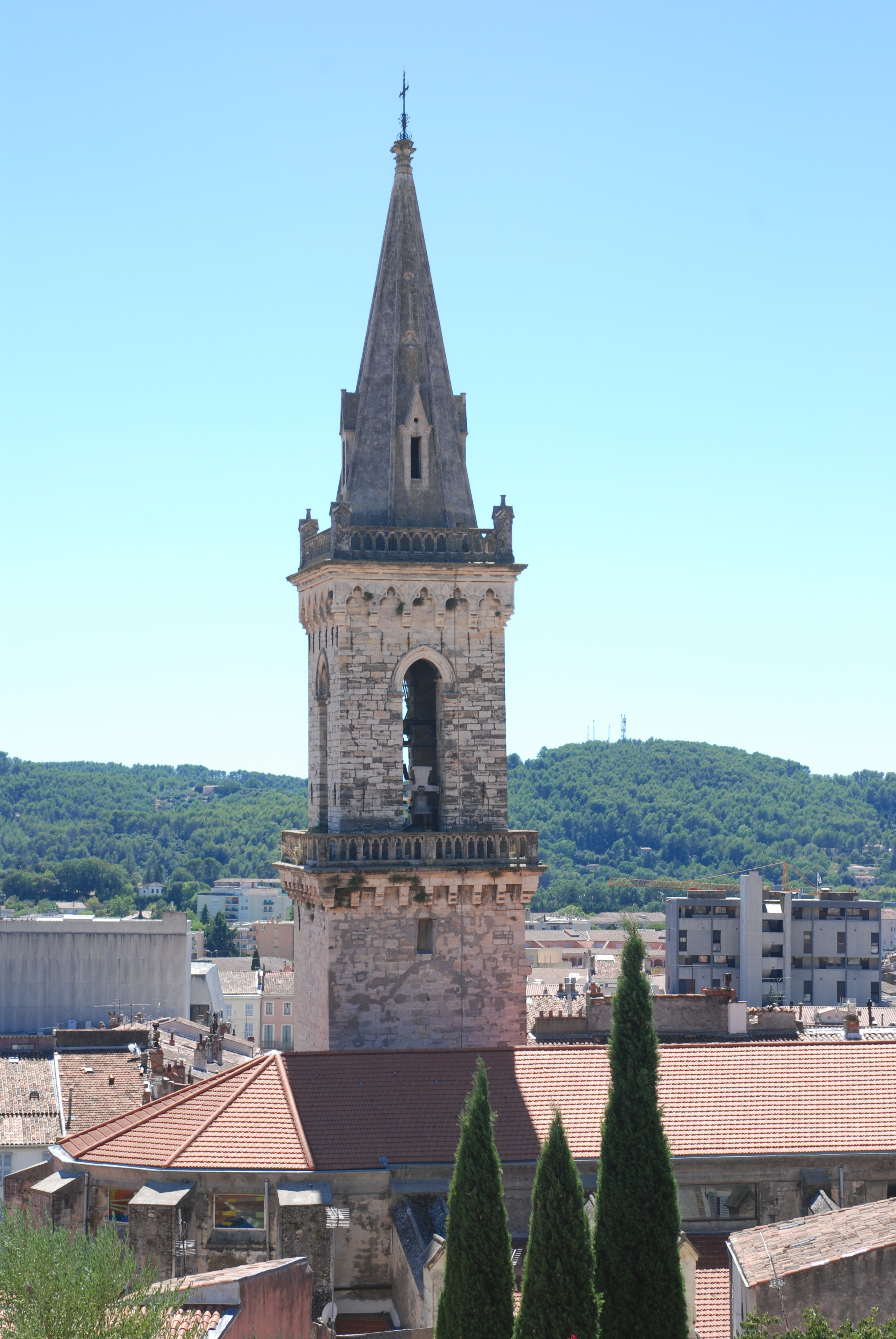
圣母教堂的钟楼
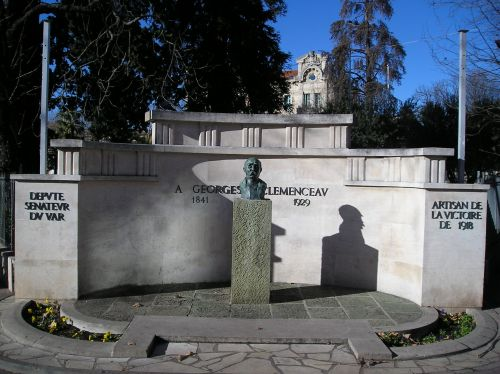
乔治·克莱蒙梭纪念碑
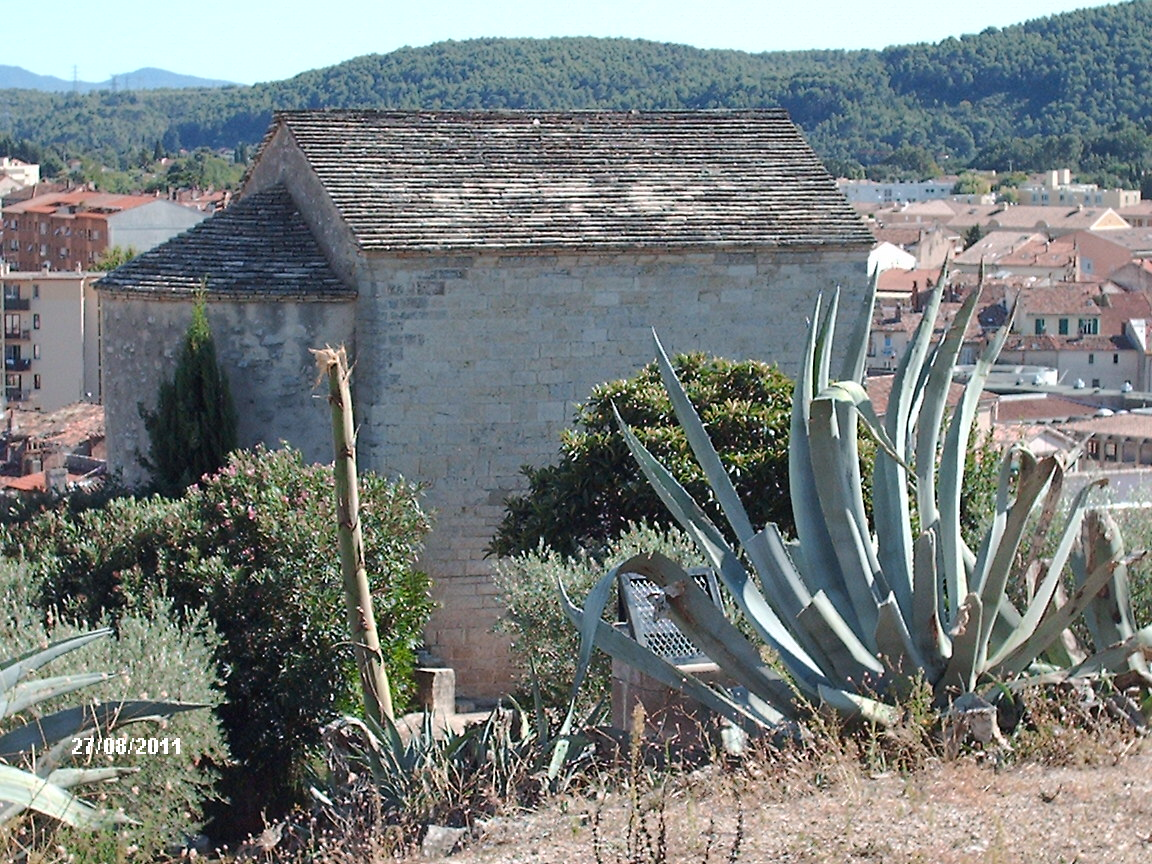
圣索沃尔小教堂

### 旅游
德拉吉尼昂的旅游事务由其所属的公共社区负责。2020年，德拉吉尼昂境内共有6家宾馆共计133间房间；另有1个露营地，可容纳共185辆露营车。

### 媒体
法国主要的媒体均可在德拉吉尼昂接收，法国电视三台下属的普罗旺斯-阿尔卑斯-蓝色海岸大区频道在部分时段播出德拉吉尼昂所属区域的地方新闻。

## 友好城市
截至2021年1月，德拉吉尼昂共与一座城市互为友好城市关系：
- 德国 图特林根